# Jiří Ropek
Jiří Ropek (* 1. Juli 1922 in Prag; † 27. Juni 2005) war ein tschechischer Komponist, Organist und Musikpädagoge.
Ropek war am Konservatorium, der Karls-Universität und der Musikakademie in Prag Schüler von Bedřich Antonín Wiedermann. Seit 1950 war er Organist an der St.-Jakobs-Kirche. Bis zu seiner Emeritierung war er Professor für Orgel am Prager Konservatorium. Als Konzertorganist trat er ab 1950 u. a. in Russland, Deutschland, Holland, England und Israel auf. 1994 wurde er Ehrenmitglied des englischen Royal College of Organists. Als Komponist trat Ropek u. a. mit Orgel- und Chorwerken hervor, von denen einige in England erschienen, u. a. Variations on Victimae Paschali Laudes, Toccata and Fugue for Organ und Introduction and Fugue for Trumpet and Organ. Zudem komponierte er auch Sonaten für Soloinstrumente wie Flöte, Trompete, Oboe, Violin und Orgel sowie kirchenmusikalische Werke. Beim tschechischen Label Multisonic erschien 1995 die CD Jiři Ropek, Composer and Organist, auf der John Scott, Jan Kalfus, Pavel Černý, James Kibbie und der Komponist selbst Werke von Ropek spielen.